# Bromance (singolo)
Bromance è un singolo dei rapper italiani Mecna e CoCo, pubblicato il 29 settembre 2021 come primo estratto dall'album omonimo.

## Descrizione
Bromance annuncia l'uscita dell'omonimo album collaborativo dei due artisti. Nella prima parte del brano Mecna e CoCo ricordano le volte in cui cercavano di mettersi d'accordo per incontrarsi e realizzare un disco; nella seconda parte, invece, annunciano finalmente il progetto, che uscirà il 22 ottobre 2021.

## Video musicale
Il videoclip del brano, diretto da Giorgio Cassano, è stato pubblicato in concomitanza con l'uscita del singolo sul canale YouTube di Mecna.

## Tracce
Testi e musiche di Corrado Grilli, Corrado Migliaro e Marco Ferrario.
1. Bromance – 2:55